# Clostridium magnum
Clostridium magnum è una specie di batterio appartenente alla famiglia delle Clostridiaceae.